# Ready to Rumble
Ready to Rumble (conocida en español como Listos para luchar o Listos para el ring) es una película de comedia estadounidense de 2000 dirigida por Brian Robbins y escrita por Steven Brill, que se basa en la ahora desaparecida promoción de lucha libre profesional estadounidense World Championship Wrestling (WCW). La película toma su título del latiguillo del locutor de ring Michael Buffer, «Let's get ready to rumble!» («¡Preparémonos para la pelea!»). La película presenta a muchos luchadores de WCW.

## Argumento
Gordie Boggs y Sean Dawkins, unos tontos trabajadores de aguas residuales, ven a su luchador profesional favorito, el Campeón Mundial Peso Pesado de la WCW, Jimmy King, perdiendo el título con trampas a manos de Diamond Dallas Page (DDP), un malvado promotor de la WCW llamado Titus Sinclair, y socios de DDP. Después del combate, el dúo expresa su rabia mientras conducen en su camión séptico, lo que resulta en un accidente automovilístico con Gordie y Sean sobreviviendo.
Después de este evento, Gordie cree que el haber sobrevivido al accidente automovilístico fue obra del destino y que deberían convertir a Jimmy King una vez más en el Campeón Mundial de Peso Pesado de la WCW. Gordie le pide a un amigo que averigüe dónde vive King, y van a un vecindario de aspecto inesperado donde encuentran a la esposa separada de King y a sus padres. Los padres de King les dicen a Gordie y Sean que King pidió prestada su casa móvil y nunca la devolvió. El dúo encuentra a King y se emocionan demasiado. Tienen una conversación, y cuando King dice que ha renunciado a la lucha libre, Gordie y Sean lo enfurecen hasta el punto de que de repente los ataca. Este ataque a los hombres provoca un cambio de opinión en King, y le regresa su pasión por la lucha libre.
El trío procede a emprender un viaje por carretera a la próxima grabación de WCW Monday Nitro en la ciudad de Nueva York. Gordie envía cartas a su padre, un oficial de policía que quería que Gordie siguiera sus pasos. Gordie escribe que no se unirá a él en la fuerza policial, lo que lo frustra. Gordie, King y Sean llegan a la grabación de Nitro donde esconden a King en un baño portátil y conocen a una de las Nitro Girls, Sasha. Cuando DDP se burla de King en cámara, King sale del baño y lo ataca. Sinclair luego declara un combate en una jaula de acero por el Campeonato Mundial Peso Pesado de la WCW más un premio en efectivo de $ 1 millón, con la estipulación adicional de que si King pierde, nunca volverá a luchar.
Sasha está impresionada por Gordie, y luego van a su apartamento a cenar. Cuando Sasha intenta tener sexo con Gordie, él reacciona como si fuera un combate de lucha libre y la aparta de él. King necesita un entrenador para el combate, así que él, Gordie y Sean se dirigen a la residencia del luchador retirado Sal Bandini, donde acepta convertirse en entrenador de King. El trío luego se dirige a un gimnasio local, donde King se encuentra con su excompañero, Bill Goldberg. King le pide a Goldberg que lo ayude en el próximo combate, pero él lo rechaza, diciendo que King no tiene posibilidades de ganar. Luego, esa noche, Sid Vicious y Perry Saturn atacan a Sal y lo hospitalizan. En el hospital, Gordie escucha a Sasha en una cabina telefónica, donde se entera de que Sasha estuvo trabajando bajo las órdenes de Sinclair todo el tiempo, por lo que se da cuenta de que su relación con ella era una farsa total; Gordie rompe con ella como resultado.
Cuando el trío regresa a la ciudad natal de Gordie y Sean en Wyoming para continuar entrenando, el padre de Gordie interviene y lo obliga a abandonar sus aspiraciones de lucha libre y unirse a la fuerza policial. Sean y King intentan convencer a Gordie de que no se convierta en oficial de policía, pero él se niega. Sin embargo, organiza una gran fiesta para King que le desea suerte en el combate.
En la noche del combate, King es una vez más superado en número por los matones de DDP, pero de repente recibe ayuda de Goldberg, Booker T, Billy Kidman, Disco Inferno, Sting y Gordie, quien hace su entrada en una motocicleta de la policía debutando con su nuevo gimmick como «The Law». King finalmente gana el partido dejando caer DDP desde la parte superior de la jaula al piso del ring. Cuando King sale victorioso y una vez más Campeón Mundial de Peso Pesado de la WCW, Sinclair es golpeado por Sean y Gordie (así como por los fanáticos). Goldberg luego le pide a King que vuelva a formar equipo con él, pero anuncia que su nuevo socio será Gordie y su gerente será Sean.
Un epílogo muestra a Sean diciéndoles a algunos niños locales que «los sueños pueden hacerse realidad» en una tienda de conveniencia, donde Gordie y Goldberg le enseñan al empleado de la tienda una lección por ser malo con los niños arrojándolo a la calle. Todo termina felizmente cuando los héroes parten en una limusina Hummer, junto con Sal, quien está en un jacuzzi con mujeres hermosas. 

## Reparto
- David Arquette como Gordie Boggs, alias «The Law».
- Scott Caan como Sean Dawkins, alias «Sugar Daddy».
- Oliver Platt como Jimmy King.
- Joe Pantoliano como Titus Sinclair.
- Rose McGowan como Sasha.
- Martin Landau como Sal Bandini.
- Ahmet Zappa como Cajero.
- Jill Ritchie como Brittany.
- Richard Lineback como Sr. Boggs, padre de Gordie.
- Chris Owen como Isaac.
- Melanie Deanne Moore como Wendy.
- Caroline Rhea como Eugenia King.
- Tait Smith como Frankie King.
- Ellen Albertini Dow como Sra. MacKenzie.
- Kathleen Freeman como Jane King.
- Lewis Arquette como Fred King.

### Personalidades de la lucha libre
- Goldberg
- Diamond Dallas Page
- Sting
- Booker T
- Randy Savage
- Bam Bam Bigelow
- Sid Vicious
- Juventud Guerrera
- Curt Hennig
- Disco Inferno
- Billy Kidman
- Konnan
- Rey Mysterio Jr.
- Perry Saturn
- Prince Iaukea
- Van Hammer
- Gorgeous George
- Anunciadores Michael Buffer, Gene Okerlund, Tony Schiavone y Mike Tenay
- Árbitros Charles Robinson y Billy Silverman
- Nitro Girls: Chae, Fyre, Spice, Storm, Tygress
- John Cena (no acreditado)

## Producción
El personaje de Sal Bandini se basa en los luchadores Lou Thesz y Stu Hart. Oliver Platt golpeó accidentalmente a Randy Savage en la cara durante el rodaje de una escena de fantasía. Las imágenes del incidente, que se filmaron por encima del hombro de Savage, se pueden ver en el carrete de errores que se muestra durante los créditos finales. Chris Kanyon era el doble de acción de Platt, y Shane Helms era el doble de acción de David Arquette. El personaje de Titus Sinclair se basa en el presidente y productor ejecutivo de WCW, Eric Bischoff, quien originalmente estaba planeado para protagonizar esta película como una versión ficticia de sí mismo, pero fue despedido de WCW antes de que comenzara la filmación.

## Publicidad
Tras el lanzamiento de la película, WCW decidió generar publicidad para la empresa mediante la ejecución de una storyline en la que David Arquette, un legítimo fanático de la lucha libre, se convirtió en Campeón Mundial Peso Pesado de WCW. La historia fue vilipendiada por los fanáticos de la lucha libre, y el propio Arquette creyó que era una mala idea, ya que sentía que dañaría el valor del Campeonato Mundial Peso Pesado de la WCW. Mientras estaba en WCW, se alió con Diamond Dallas Page (a pesar de que Page era el villano de la película) y acordó (en storyline) dejarle ganar el título. Finalmente perdió el título en el evento principal de Slamboree que involucró a la jaula de acero de tres niveles que se ve en Ready to Rumble, enfrentándose a Page y Jeff Jarrett, que terminó cuando Arquette traicionó a Page y permitió que Jarrett ganara. Más tarde, Arquette donó todo el dinero que WCW le pagó a las familias de los luchadores fallecidos Owen Hart, Brian Pillman y Brian Hildebrand, además del luchador Darren Drozdov, quien quedó paralizado debido a un accidente en el ring un año antes.
La triple jaula fue utilizada por WCW solo dos veces: la primera, en Slamboree 2000, Jeff Jarrett venció a Diamond Dallas Page y David Arquette (defendiendo el Campeonato Mundial Peso Pesado de la WCW) para ganar el título, en otro hecho que causó incomodidad entre los fans del wrestling en general puesto que un año antes en el mismo escenario donde tuvo lugar el PPV, Owen Hart fallecía al caer desde 24 metros de altura en un accidente con un arnés durante su entrada. En este combate, Chris Kanyon fue arrojado desde el techo de una de las jaulas. El otro, que tuvo lugar en el episodio del 4 de septiembre de 2000 de WCW Monday Nitro, fue la edición 2000 del WarGames match.

## Recepción de la crítica
Ready to Rumble recibió una recepción en gran medida negativa, obteniendo una calificación de Rotten Tomatoes del 23% basada en 70 reseñas, con una puntuación promedio de 3.9/10. Su consenso dice: «Humor en su nivel más bajo que no es divertido para los niños y es un insulto para los adultos». En Metacritic, que asigna una calificación normalizada de 100 a las críticas de los principales críticos, la película tiene una puntuación promedio de 23, basada en 26 críticos, lo que indica «críticas generalmente desfavorables».
Roger Ebert dijo que la película funciona mejor cuando se enfoca en los aspectos de la lucha libre profesional en lugar de las «payasadas prefabricadas» estilo Dumb and Dumber y sintió que hubo un mal uso de Platt y Landau, citando que los talentos cómicos del primero se desperdician y se debería tener un luchador real en su lugar, y que el último es más adecuado en obras dramáticas. El crítico de cine de la BBC Neil Smith elogió los esfuerzos de Platt y Landau en sus respectivos papeles, pero consideró que la película en general era la comedia típica de Hollywood, que consistía en «payasadas y humor lavatorial en lugar de ingenio o imaginación genuinos», y concluyó que «tiene sus momentos, pero en última instancia se siente tan falsa como los charlatanes vestidos de licra a los que adora». Nathan Rabin de The A.V. Club criticó a los cineastas por tratar de satirizar y complacer el mundo de la lucha libre e ignorarlo por repetir el humor de películas como The Wedding Singer y Mallrats, y concluyó que «[E]n sus intentos de no ofender a los fanáticos de la lucha libre ni a los luchadores que hacen apariciones breves y suaves, Ready To Rumble es laboriosa, obvia, desdentada y sin gracia».
A. O. Scott de The New York Times dijo burlonamente que la película hace una exploración profunda del mundo de la lucha libre profesional y su base de fans principal, pero en realidad «no es una sátira de la idiotez [de la lucha libre profesional], sino que se revuelca larga y autosatisfechamente en ella». Chris Gramlich de Exclaim! la llamó burlonamente «la mejor película de lucha libre de Hollywood desde No Holds Barred», dando crédito a la coreografía de lucha libre de Chris Kanyon, los diversos artistas de WCW y las contribuciones de Landau y McGowan como las gracias salvadoras de la película, concluyendo que, «Si bien Ready to Rumble puede a veces hacer que incluso el luchador más ardiente se avergüence por el uso de estereotipos de lucha libre (algunos incluso justificados); te hace reír casi con la misma frecuencia. Casi». Marjorie Baumgarten del The Austin Chronicle estuvo de acuerdo con los críticos sobre la «trama, premisa y actuaciones estúpidas», pero admitió reírse en unos momentos que afirmó muestran que la película es honesta consigo misma sobre su creación, y concluye que, «Llena de muchas apariciones de estrellas de la lucha libre reales, la película parece ser un cierto acierto entre ciertos grupos demográficos. Pero si vas a ir, llega pronto a los cines porque [mas que lista para luchar] esta parece estar lista para caer».

## Banda sonora
La banda sonora de la película hace un uso extensivo de la música clásica, tanto diegética como no diegética. «Fanfarria para el hombre corriente» de Aaron Copland se presenta como el tema musical de Jimmy King. La «Marcha fúnebre de Siegfried» de El ocaso de los dioses del compositor alemán Richard Wagner suena tranquilamente de fondo durante el desconcierto inicial de King a manos de Titus Sinclair y Diamond Dallas Page.
Atlantic Records y 143 Records lanzaron una banda sonora para la película en ediciones «limpias» y «explícitas». Teniendo en cuenta que la canción de Kid Rock «Badwitdaba», el remix de Lower Than You, no se elimina en la versión de iTunes de la banda sonora, eso la hace una de las únicas canciones de Kid Rock que estuvieron disponibles en iTunes hasta que la mayor parte de su catálogo se publicó el iTunes en 2013.
| N.º   | Título                                           | Escritor(es)             | Artista                         | Duración |  |
| 1.    | «Get Ready»                                      |                          | Josh Abraham / Troy Van Leeuwen | 3:39     |  |
| 2.    | «Bloodstains»                                    |                          | The Offspring                   | 1:53     |  |
| 3.    | «We're Not Gonna Take It» (Twisted Sister)       | Dee Snider               | Bif Naked                       | 3:32     |  |
| 4.    | «Bawitdaba [Lower Than You Remix]»               |                          | Kid Rock                        | 3:49     |  |
| 5.    | «King of Rock»                                   |                          | Run-D.M.C.                      | 5:13     |  |
| 6.    | «Diamond Dallas Page Theme (King of Ba-Da-Bing)» | Dweezil Zappa            | Dweezil Zappa                   | 2:26     |  |
| 7.    | «Freestyle [Remix]»                              |                          | P.O.D.                          | 3:51     |  |
| 8.    | «Jump Around»                                    |                          | House of Pain                   | 3:38     |  |
| 9.    | «We Will Rock You» (Queen)                       | Brian May                | DJ Hurricane, Scott Weiland     | 3:07     |  |
| 10.   | «Last Resort»                                    |                          | Papa Roach                      | 3:22     |  |
| 11.   | «Sting Theme»                                    | Jimmy Hart / Howard Helm | George S. Clinton               | 2:38     |  |
| 12.   | «...Baby One More Time» (Britney Spears)         | Max Martin               | Ahmet Zappa, Dweezil Zappa      | 4:11     |  |
| 13.   | «Girls, Girls, Girls»                            |                          | Mötley Crüe                     | 4:28     |  |
| 45:47 |                                                  |                          |                                 |          |  |